# Brachypodium firmifolium
Brachypodium firmifolium är en gräsart som beskrevs av Harald Lindberg. Brachypodium firmifolium ingår i släktet skaftingar, och familjen gräs. Inga underarter finns listade i Catalogue of Life.